# Будинок А. О. Козачковського

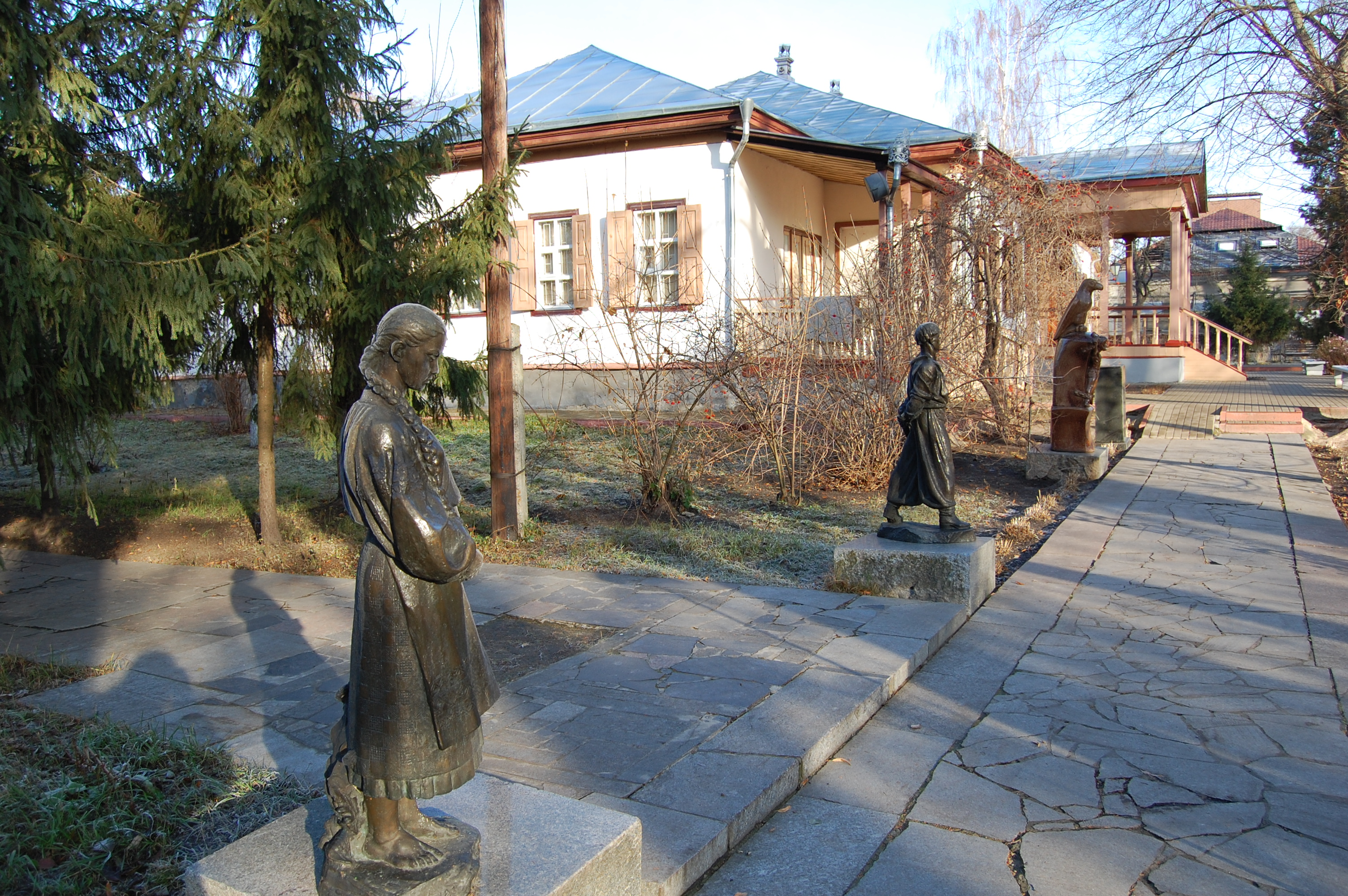
Загальний вид на будинок (грудень 2011)

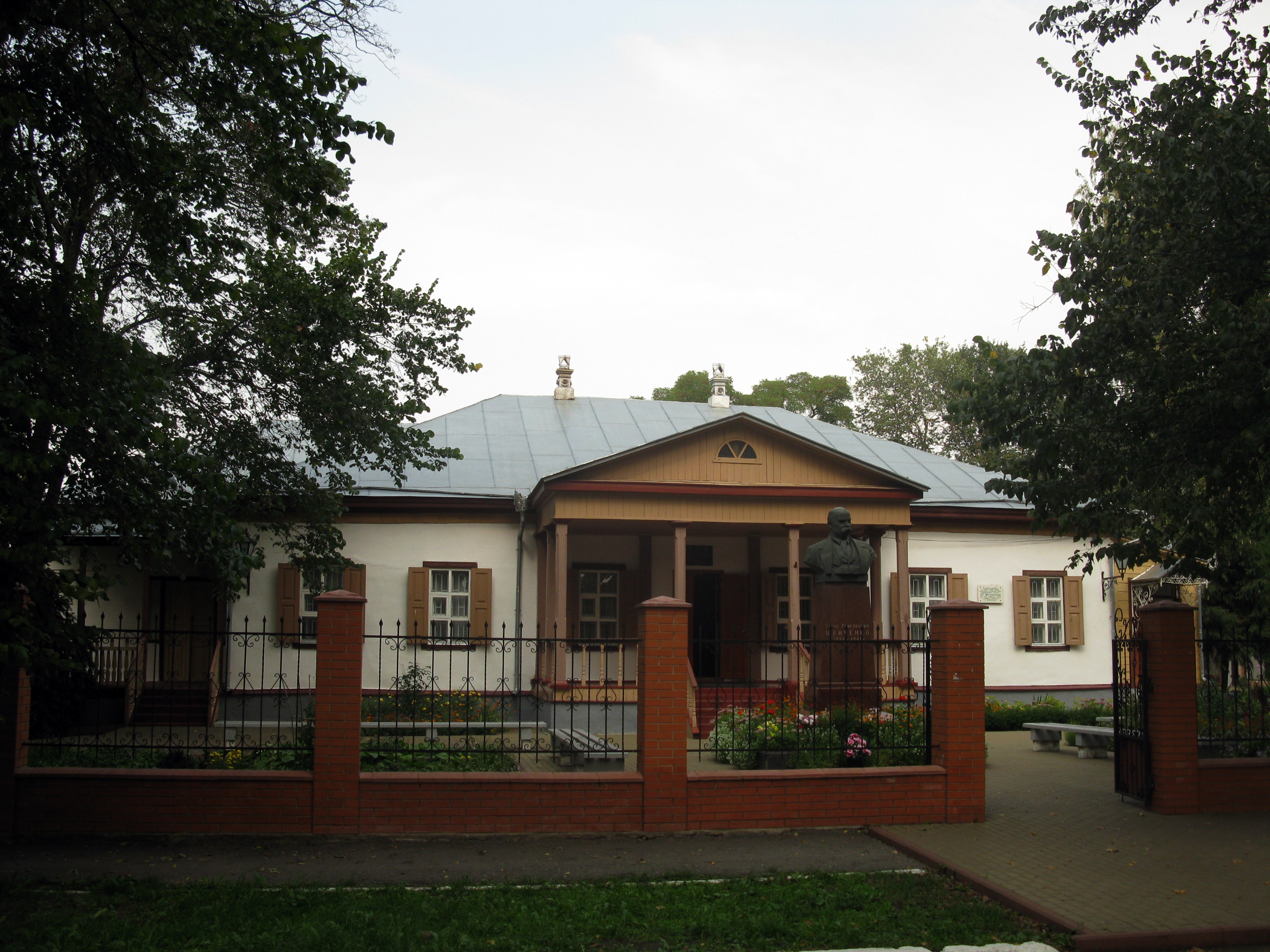
Загальний вид на будинок (серпень 2012 року)

Кімната для гостей, де Т. Шевченко написав «Заповіт»

Будинок А. О. Козачковського — пам'ятка історії місцевого значення, будинок належав лікареві Андрію Козачковському, другу поета Тараса Шевченка. У цьому будинку написано «Заповіт» у ніч на 25 грудня 1845 року. Із 2008 року у будівлі розміщений музей «Заповіту» Тараса Григоровича Шевченка.
Історична цінність будинку А. Козачковського полягає в тому, що він є єдиною пам'яткою в місті, яка репрезентує дворянське дерев'яне житло Переяслава поч. XIX ст., з його особливостями розташування, планування, оздоблення.

## Архітектура
Будівля дерев'яна, одноповерхова, споруджена у стилі класицизму, спланована як багатокамерний прямокутник із коридором та двобічним розташуванням кімнат, перекрита високим чотирисхилим залізним дахом. У центрі фасаду було розташовано головний вхід зі скляним дахом, до якого вели дерев'яні сходи. У будівлі збереглися добудовані під час реконструкції 1920-1930-х років входи з піддашшям по кутах головного фасаду. Вікна фасаду прямокутні, оздоблені лиштвами. У 20-х роках ХХ ст. на південно-західному куті тильної сторони будинку було здійснено прибудову.

## Історія
Будинок збудував у 1820 р. батько Андрія Осиповича — протоієрей, ректор Переяславських духовних училищ Осип Іванович Козачковський. У різні роки в будинку проводились ремонтні роботи та внутрішні перебудови, які загалом не змінили його зовнішнього вигляду. Під час капітального ремонту будинку в 1840—1850 рр., який проводив А. Козачковський, (у зв'язку з цим ремонтом Т. Г. Шевченко змушений був переїхати до с. В'юнища і поселитися там у збіднілого поміщика С. Н. Самойлова) під лівим крилом будинку було влаштоване підвальне приміщення, яке збереглось та прибудована мансарда з балконом, які не збереглись.
Після жовтневого перевороту 1917 року будинок був конфіскований, націоналізований органами місцевої радянської влади і переданий у підпорядкування будинкоуправлінню, а родину Козачковських було вислано до Середньої Азії.
У 20-х роках ХХ ст. садиба А. О. Козачковського, згідно з наказом Наркомосвіти УРСР від 25.02.-01.08.1919 року «Про передачу поміщицьких маєтків, дач і монастирських будинків в користування дитячої колонії», була націоналізована. Пізніше тут розташовувались дитбудинок, різні держустанови та житлові квартири.
1946 року три кімнати будинку були передані Переяславському археологічному музею. Того ж року на базі останнього, рішенням Ради Міністрів Української РСР, був відкритий історико-краєзнавчий музей. У 1954 році створено повноцінний історичний музей, якому за рішенням Ради Міністрів УРСР присвоєно III-ю республіканську категорію, і він дістав назву Переяслав-Хмельницького державного історичного музею. У музеї був створений зал, присвячений перебуванню Т. Г. Шевченка на Переяславщині, яких пізніше стало вже два.
У 2004 —2005 роках, згідно з розпорядженням Кабінету Міністрів України, будинок А. Козачковського реставровано, відтворено попереднє планування. У будинку було чотири входи, веранда, ґанок, та 12 кімнат з коридорами: вітальня, кабінет А. Козачковського, бібліотека, дитяча кімната, кімната для гостей (в цій кімнаті жив Т. Г. Шевченко), їдальня, спальні, кухня.

## Музей «Заповіту» Тараса Григоровича Шевченка
18 квітня 2008 року у приміщенні відкрили музей «Заповіту» Тараса Григоровича Шевченка. Експозиція музею в хронологічній послідовності розкриває історію нашого Переяславського краю козацького періоду через призму її розуміння Т. Шевченком, розповідає про перебування поета на Переяславщині.